# Lakewood (New Jersey)
Lakewood è un comune degli Stati Uniti d'America, nella contea di Ocean, nello Stato del New Jersey.

## Località
Il comune comprende i seguenti census-designated place:
- Lakewood
- Leisure Village
- Leisure Village East